# Yūsuke Tanaka (Fußballspieler, April 1986)
Yūsuke Tanaka (japanisch 田中 裕介 Tanaka Yūsuke; * 14. April 1986 in Hachiōji, Präfektur Tokio) ist ein japanischer Fußballspieler.

## Karriere
Tanaka erlernte das Fußballspielen in der Jugendmannschaft des Silk Road SC sowie in der Schulmannschaft der Toko Gakuen High School. Seinen ersten Vertrag unterschrieb er 2005 in Yokohama bei den Yokohama F. Marinos. Der Verein spielte in der höchsten Liga des Landes, der J1 League. Für die Marinos absolvierte er 88 Erstligaspiele. 2011 wechselte er zum Ligakonkurrenten Kawasaki Frontale. Für Frontale stand er 117-mal in der ersten Liga auf dem Spielfeld. 2015 wechselte er nach Australien zu Western Sydney Wanderers. Im Juni 2015 kehrte er nach Japan zurück. Hier schloss er sich dem Zweitligisten Cerezo Osaka an. Am Ende der Saison 2016 stieg er mit dem Verein in die erste Liga auf. 2017 gewann er mit dem Verein den J.League Cup und den Kaiserpokal. 2018 ging er als Sieger im Supercup vom Spielfeld. Für Cerezo Osaka absolvierte er 65 Ligaspiele. 2019 wechselte er zum Zweitligisten Fagiano Okayama.

## Erfolge
Cerezo Osaka
- J.League Cup: 2017
- Kaiserpokal: 2017
- Supercup: 2018